# 브록 다익손
브록 D. 다익손(Brock D. Dykxhoorn, 1994년 7월 2일 ~ )은 캐나다의 야구 선수이자, 중화 직업봉구 대연맹 퉁이 라이온스의 투수이다.

## 미국 프로야구시절
2014년에 휴스턴 애스트로스에 입단하였다.

## 한국 프로야구시절

### SK 와이번스시절
2019년부터 메릴 켈리를 대체할 외국인 투수로 영입되었다.
성적이 기대치 만큼 나오지 않자 6월 3일에 웨이버 공시됐으며 그의 대체선수는 작년까지 LG에서 활동했던 헨리 소사가 영입됐다.

### 롯데 자이언츠시절
2019년 6월 10일에 제이크 톰슨을 대체할 외국인 투수로 영입되었다.

## 중화 직업봉구 대연맹시절

### 유니 세븐일레븐 라이언스시절
2020년에 영입되었으며 다음 해인 2021년 선발로만 17승을 올려 최다 선발승 타이틀을 차지했으나 평균자책점 타이틀을 획득하지 못하여 정규시즌 MVP 달성에 실패했다.

## 별명
2m가 넘는 큰 키 때문에 그처럼 키가 2m가 넘는 야구 선수인 장민익과 그의 이름을 합쳐 '장민익손'이라고 불린다.